# 圣克莱门特-德略夫雷加特
圣克莱门特-德略夫雷加特，是西班牙加泰罗尼亚巴塞罗那省的一个市镇，距离巴塞罗那20公里。总面积11平方公里，总人口3920人（2013年），人口密度392人/平方公里。